# Anchoa panamensis
Anchoa panamensis е вид лъчеперка от семейство Engraulidae. Видът не е застрашен от изчезване.

## Разпространение и местообитание
Разпространен е в Гватемала, Еквадор, Колумбия, Коста Рика, Никарагуа, Панама, Перу, Салвадор и Хондурас.
Обитава сладководни и полусолени басейни, тропически води, морета, заливи и крайбрежия. Среща се на дълбочина от 0,5 до 2,5 m.

## Описание
На дължина достигат до 12,5 cm.